# Chesterfield (Mantel)

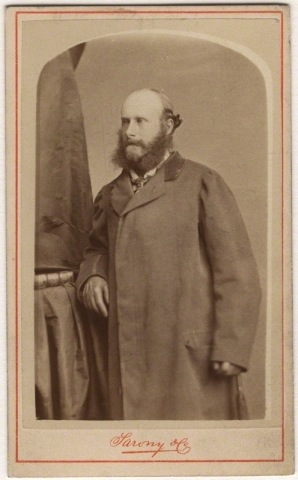
George Stanhope, 7th Earl of Chesterfield, in einem der später nach ihm benannten Mäntel (1860)

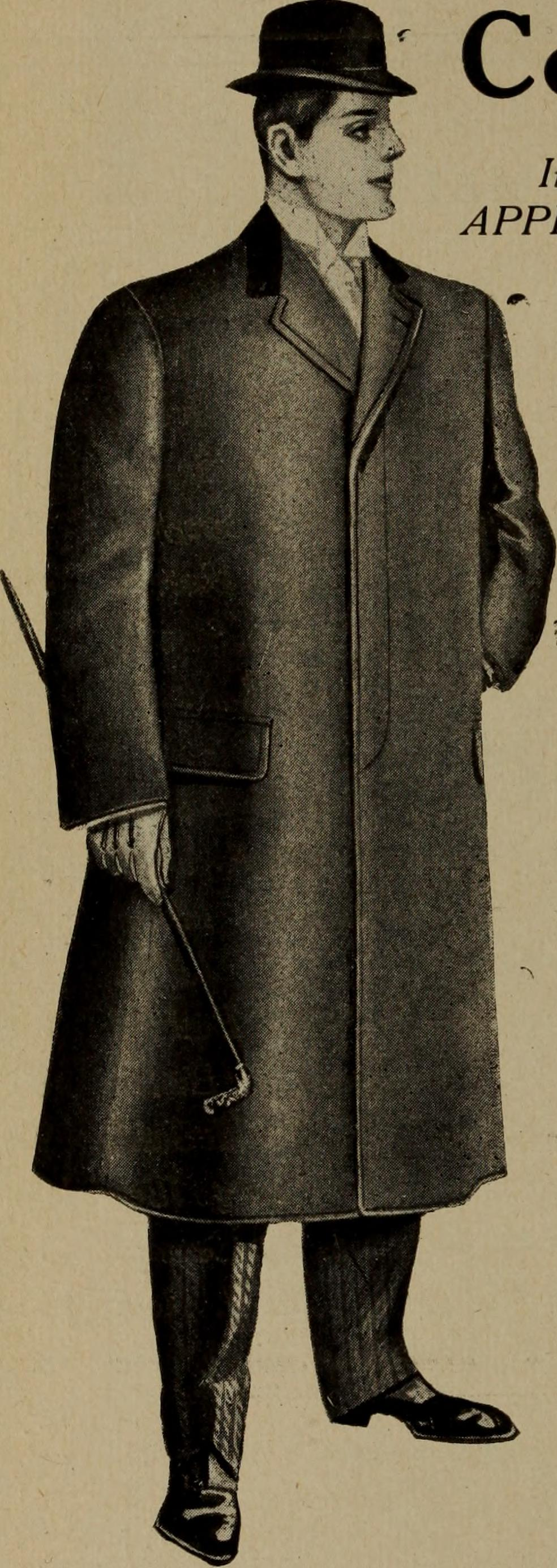
Chesterfield aus Meltontuch, mit handgearbeiteten Knopflöchern und
handpikiertem Kragen (USA, 1907)

Der Chesterfield ist ein dreiviertellanger, einreihiger Herrenmantel. Typisch sind die bequeme Fasson, die verdeckte Knopfleiste, der mit Samt besetzte Kragen und die schräg angesetzten Seitentaschen mit Patten. Er gilt als legerer Stadtmantel. Die Farbe ist meist schwarz, grau oder marineblau.
George Stanhope, 7th Earl of Chesterfield (1831–1871), popularisierte das Mantelmodell, ohne jedoch der Erfinder gewesen zu sein. Das Kleidungsstück war dann spätestens seit Anfang des 20. Jahrhunderts unter der Bezeichnung „Chesterfield“ bekannt.